# Harald Gradischnig
Harald Gradischnig (* 5. Februar 1983) ist ein ehemaliger österreichischer Fußballspieler.

## Karriere
Gradischnig begann seine Karriere beim SC Bruck/Mur. Zur Saison 1991/92 wechselte er zum SC Tragöß. Zur Saison 1994/95 kam er in die Jugend der Kapfenberger SV, bei der er ab der Saison 2000/01 für die zweite Mannschaft spielte. In der Winterpause jener Saison kehrte er allerdings nach Tragöß zurück. Nach zweieinhalb Jahren in Tragöß wechselte er zur Saison 2003/04 wieder zu den Amateuren der KSV. Im April 2004 stand er gegen den DSV Leoben erstmals im Profikader. Sein erstes und einziges Spiel für die Profis in der zweiten Liga gab er im Mai 2004, als er am 35. Spieltag jener Saison gegen den BSV Juniors Villach in der 61. Minute für Manuel Schmid eingewechselt wurde.
Nach drei Jahren in Kapfenberg wechselte Gradischnig zur Saison 2006/07 wieder zurück nach Tragöß. Für den Verein kam er in jener Saison zu 22 Einsätzen in der 1. Klasse, in denen er 35 Tore erzielte. Zur Saison 2007/08 kehrte er zum fünftklassigen SC Bruck/Mur zurück, bei dem er einst seine Karriere begonnen hatte. Für Bruck kam er in seiner ersten Spielzeit zu 25 Einsätzen in der Oberliga und stieg mit dem Verein zu Saisonende in die Landesliga auf. In zwei Spielzeiten in der vierthöchsten Spielklasse kam er zu 42 Einsätzen, in denen er fünfmal traf. Nach zwei Spielzeiten in der Landesliga stieg er mit Bruck 2010 allerdings wieder in die Oberliga ab.
Daraufhin wechselte Gradischnig zur Saison 2010/11 zum sechstklassigen SV St. Marein/Lorenzen. Für St. Marein kam er zu 23 Einsätzen in der Unterliga, in denen er zehnmal traf. Nach einer Saison in St. Marein schloss er sich zur Saison 2011/12 dem Ligakonkurrenten ATUS Langenwang an. Mit Langenwang stieg er zu Saisonende in die Oberliga auf, allerdings nach einer Spielzeit direkt wieder aus dieser ab. In dreieinhalb Jahren in Langenwang kam er zu 74 Einsätzen in der Ober- und Unterliga, in denen ihm 25 Treffer gelangen. Im Jänner 2015 kehrte er nach Bruck an der Mur zurück. Mit Bruck stieg er am Ende der Saison 2015/16 wieder in die Landesliga auf. In zweieinhalb Jahren kam er zu 47 Einsätzen für Bruck in der Landes- und Oberliga, in denen er 15 Tore erzielte. Nach der Saison 2016/17 beendete er seine Karriere als Aktiver, nach seinem Karriereende kam er im September 2017 noch einmal für die Reserve von Bruck in der 1. Klasse zum Einsatz.